# Saperda carcharias
Saperda carcharias је врста инсекта из реда тврдокрилаца (Coleoptera) и породице стрижибуба (Cerambycidae). Сврстана је у потпородицу Lamiinae.

## Распрострањеност
Врста је распрострањена на подручју Европе, Источне Палеарктичке зоне, Средњег истока, Индије. У Србији није уочавана у већим количинама, упркос чињеници да је честа штеточина топола и врба (посебно у Панонској низији).

## Опис
Тело је црно. Цело тело и ноге су обрасли дугим длакама. Антене мужјака су дуже од тела, код женки краће. Карактеристичне су бројне крупне, голе тачке на покрилцима; на бази су тачке уздигнуте у зрнца. Врхови елитрона су шиљати. Најкрупнија је врста овог рода. Дужина тела од 20-30 мм.

## Биологија
Животни циклус траје од две до три године. Ларве се развијају у гранама и стаблима, а и адулти се срећу на гранама и лишћу биљке домаћина (топола, врба).

## Синоними
- Cerambyx carcharias Linnaeus, 1758
- Saperda (Saperda) carcharias (Linnaeus, 1758)
- Lamia carcharias (Linnaeus, 1758)
- Anaerea carcharias (Linnaeus, 1758)
- Cerambyx (Saperda) carchalderias Herbst, 1784
- Cerambyx punctatus DeGeer, 1775 nec Linnaeus, 1767
- Cerambyx (Saperda) villosus Gmelin, 1790